# 镇川乡
镇川乡是中国陕西省汉中市勉县下辖的一个乡。

## 行政区划
镇川乡下辖以下行政区：
新春村、元庄村、安咀村、廖曹村、郭家坝村、柴付村、张家院村、红庙梁村、小河村、茅草梁村